# Изотопный анализ
Изотопный анализ — определение изотопного состава химического элемента. Изотопный анализ различных элементов можно реализовать на различных физических принципах. Наиболее распространённым является масс-спектрометрический метод, с помощью которого можно проводить изотопный анализ всех без исключения элементов периодической системы.
Масс-спектрометры для определения изотопного состава должны быть высокоточными. Для анализа изотопного состава лёгких элементов (углерод, водород, кислород, сера, азот и т. д.) используется ионизация электронным ударом. Для этих целей годятся все методы ввода газовой фазы, как и в органических масс-спектрометрах. Для анализа изотопов более тяжёлых элементов используется термоионизация или ионизация в индуктивно-связанной плазме. Во многих типах изотопных масс-спектрометров используются магнитные масс-анализаторы.
Важнейшими техническими характеристиками масс-спектрометров являются чувствительность, динамический диапазон, разрешение, скорость сканирования.
Оптические методы изотопного анализа (например, абсорбционные на основе диодных лазеров) в ряде случаев позволяют избавиться от изобарных наложений (то есть помех, связанных с совпадением масс изотопов или изотопомеров различных элементов), которые часто препятствуют измерениям, проводимым при помощи масс-спектрометров.